# Горсенс (муніципалітет)
Го́рсенс (дан. Horsens) — муніципалітет у регіоні Центральна Ютландія королівства Данія. Площа — 519.8 квадратних кілометрів. Населення — 90,966 осіб (2020). Адміністративний центр муніципалітету — місто Горсенс.

## Населення
У 2020 році населення муніципалітету становило 90,966 осіб.